# Àngel Pons i Guitart
Àngel Pons i Guitart (Berga, 1902 – Barcelona, 23 de gener de 1939) fou un poeta i periodista català.
Va col·laborar en publicacions com Mirador, Imatges, L'Opinió, Vida Lleidatana, El Pla de Bages o La Veu de Catalunya on sovint feia crítica literària. Va escriure la lletra de l'Himne del Milicià de Terrassa que fou publicada al diari terrassenc L'Acció, òrgan de la secció local d'Esquerra Republicana de Catalunya. Va participar en les primeres emissions de Ràdio Barcelona. Va intervenir en diferents actes públics a la ciutat durant la Guerra Civil, com conferències o recitals de poesia. L’any 1928 va publicar el seu poemari Terra Meva, prologat per Lluís Capdevila, un recull de trenta poemes dedicats al cim d'Estela, el Gegant, o al Pi de les Tres Branques, i que dedicà al diputat berguedà Manuel Farguell i de Magarola. També va escriure teatre, una de les seves obres es titulava El Cavaller enamorat, que va estrenar-se l'any 1927 a Berga, amb música de mossèn Marià Miró i escenografia d'Hipòlit Puig. El 1929 tenia preparat un llibre de poemes, que va quedar inèdit, titulat L'ardent neguit. Però malgrat tot, en va presentar una petita mostra a l'entitat Joventut Catalana de Barcelona. El 1930 comença a col·laborar amb el setmanari Imatges, amb uns reportatges molt moderns i entrevistes a gent com Opisso o Aurora Bertrana.
El 1932 va iniciar un programa radiofònic de caràcter musical a Ràdio Barcelona titulat La música a través del poeta que durava trenta minuts. Gràcies a l'èxit del programa, va iniciar una sèrie de conferències divulgatives titulades igual que el programa i on feia un repàs per diferents compositors musicals. L'acompanyava sempre el pianista Joan Gibert Camins. L'any 1936, va obtenir el segon accèssit dels Jocs Florals de Barcelona per la composició Enyorances de Nadal.
Va morir a causa de greus ferides el 23 de gener de 1939.